# Sunil Kumar Desai
Pour les articles homonymes, voir Desai.
Sunil Kumar Desai (ಸುನೀಲ್ ಕುಮಾರ್ ದೇಸಾಯಿ) est un réalisateur et scénariste indien né le 22 novembre 1955 à Bîjâpur (Inde).

## Biographie
Sunil Kumar Desai est né le 22 novembre 1955 à Bîjâpur, dans l'état du Karnataka en Inde. Il fait ses études primaires à Bîjâpur puis à Pune, dans l'état voisin du Maharashtra. Il entre dans l'industrie cinématographique comme assistant de l'acteur et réalisateur Kashinath, puis de Suresh Heblikar.

## Filmographie

### Comme réalisateur
- 1989 : Tarka
- 1991 : Moorthanyam
- 1993 : Pyar Ki Jalan
- 1993 : Sangharsha
- 1995 : Beladingala baale
- 1995 : Nishkarsha
- 1996 : Nammoora Mandaara Hoove
- 1999 : Prathyartha
- 2000 : Sparsha
- 2002 : Marma
- À venir : Thandaana Thandanaana

### Comme scénariste
- 1999 : Prathyartha
- 2002 : Marma
- À venir : Thandaana Thandanaana

## Récompenses
- Karnataka State Film Awards 1999 : Meilleur scénario pour Prathyartha
- Asianet Kaveri Film Awards 2001 : Meilleur réalisateur pour Sparsha
- Filmfare Awards South 2001 : Meilleur réalisateur pour Sparsha
- Videocon Suprabhata Awards 2001 : Meilleur réalisateur pour Sparsha